# Élections législatives de 1936 en Seine-et-Oise
Les élections législatives françaises de 1936 ont lieu les 26 avril et 3 mai.

## Élus
|                                 | Circonscription   | Député sortant            |            | Groupe parlementaire    | Député élu                   |  | Groupe parlementaire                       |
| ------------------------------- | ----------------- | ------------------------- | ---------- | ----------------------- | ---------------------------- |  | ------------------------------------------ |
| 1                               | 1re de Corbeil    | Albert Dalimier*          |            | Radical-socialiste      | Darius Le Corre              |  | Communiste                                 |
| 2                               | 2e de Corbeil     | Lucien Midol              |            | Communiste              | Lucien Midol                 |  | Communiste                                 |
| 3                               | 3e de Corbeil     | siège créé                | siège créé | siège créé              | Charles Benoist              |  | Communiste                                 |
| 4                               | Etampes           | Maurice Dormann*          |            | Indépendants de gauche  | Lucien Camus                 |  | Gauche indépendante                        |
| 5                               | Mantes            | Roger Sarret              |            | Radical-socialiste      | Gaston Bergery               |  | Gauche indépendante                        |
| 6                               | 1re de Pontoise   | Henri Franklin Bouillon   |            | Non inscrit             | Alexandre Prachay            |  | Communiste                                 |
| 7                               | 2e de Pontoise    | Guillaume Ballu           |            | Centre républicain      | Antoine Demusois             |  | Communiste                                 |
| 8                               | 3e de Pontoise    | Guillaume Ballu           |            | Centre républicain      | Émile Cossonneau             |  | Communiste                                 |
| 9                               | 4e de Pontoise    | Henri Patenôtre-Desnoyers |            | Centre républicain      | Charles Thonon               |  | Socialiste                                 |
| 10                              | Rambouillet       | Raymond Patenôtre         |            | Indépendants de gauche  | Raymond Patenôtre            |  | Union socialiste républicaine              |
| 11                              | 1re de Versailles | Gabriel Péri              |            | Communiste              | Gabriel Péri                 |  | Communiste                                 |
| 12                              | 2e de Versailles  | Charles Reibel*           |            | Républicains de gauche  | Fernand Robbe                |  | Républicains indépendants d'action sociale |
| 13                              | 3e de Versailles  | Henri Chatenet*           |            | Gauche indépendante     | Pierre Dadot                 |  | Communiste                                 |
| 14                              | 4e de Versailles  | Georges Bonnefous*        |            | Fédération Républicaine | François Fourcault de Pavant |  | Républicains indépendants d'action sociale |
| 15                              | 5e de Versailles  | Gaston Henry-Haye*        |            | Indépendants de gauche  | Jean Duclos                  |  | Communiste                                 |
| *sortant ne se représentant pas |                   |                           |            |                         |                              |  |                                            |

## Résultats à l'échelle du département
| Partis               | Partis                                                   | Partis                                 | Premier tour | Premier tour | Deuxième tour | Deuxième tour | Sièges |
| Partis               | Partis                                                   | Partis                                 | Voix         | %            | Voix          | %             | Sièges |
| -------------------- | -------------------------------------------------------- | -------------------------------------- | ------------ | ------------ | ------------- | ------------- | ------ |
|                      |                                                          | Parti communiste-SFIC                  | 96 650       | 29,13        | 142 174       | 42,86         | 9      |
|                      | Section Française de l'Internationale Ouvrière (SFIO)    | 49 346                                 | 14,87        | 16 294       | 4,91          | 1             |        |
|                      | Parti Républicain, Radical et Radical-Socialiste (PRRRS) | 30 204                                 | 9,10         | 5 771        | 1,74          | 1             |        |
|                      | Parti frontiste                                          | 8 215                                  | 2,48         | 10 480       | 3,16          | 1             |        |
|                      | Union Socialiste Républicaine (USR)                      | 2 132                                  | 0,64         |              |               | 0             |        |
| Front Populaire      | Front Populaire                                          | 186 547                                | 56,22        | 174 719      | 52,67         | 12            |        |
|                      |                                                          | Républicains de gauche                 | 64 642       | 19,48        | 65 176        | 19,65         | 1      |
|                      | Radicaux indépendants                                    | 53 635                                 | 16,16        | 60 715       | 18,30         | 1             |        |
|                      | Union Républicaine Démocratique (URD)                    | 16 165                                 | 4,87         | 30 620       | 9,23          | 1             |        |
|                      | Parti Démocrate Populaire (PDP)                          | 2 676                                  | 0,81         |              |               | 0             |        |
|                      | Concentration républicaine d'action sociale              | 1 590                                  | 0,48         | 0            |               |               |        |
|                      | Républicains nationaux                                   | 366                                    | 0,11         | 0            |               |               |        |
| Droite parlementaire | Droite parlementaire                                     | 139 074                                | 41,91        | 156 511      | 47,18         | 3             |        |
|                      | Républicains socialistes                                 | Républicains socialistes               | 2 952        | 0,89         |               |               | 0      |
|                      | Communistes dissidents                                   | Communistes dissidents                 | 966          | 0,29         | 4             | 0,00          | 0      |
|                      | Socialistes & communistes indépendants                   | Socialistes & communistes indépendants | 650          | 0,20         |               |               | 0      |
|                      | Parti communal de France                                 | Parti communal de France               | 633          | 0,19         | 0             |               |        |
|                      | Agraires                                                 | Agraires                               | 533          | 0,16         | 11            | 0,00          | 0      |
|                      | Communistes doriotistes                                  | Communistes doriotistes                |              |              | 127           | 0,04          |        |
|                      | Divers                                                   | Divers                                 | 401          | 0,12         | 377           | 0,11          | 0      |
|                      |                                                          |                                        |              |              |               |               |        |
| Inscrits             | Inscrits                                                 | Inscrits                               | 382 767      | 100,00       | 382 767       | 100,00        | 15     |
| Votants              | Votants                                                  | Votants                                | 337 051      | 88,06        | 336 265       | 87,85         |        |
| Abstentions          | Abstentions                                              | Abstentions                            | 45 716       | 11,94        | 46 502        | 12,15         |        |
| Blancs et nuls       | Blancs et nuls                                           | Blancs et nuls                         | 5 295        | 1,57         | 4 516         | 1,34          |        |
| Exprimés             | Exprimés                                                 | Exprimés                               | 331 756      | 98,43        | 331 749       | 98,66         |        |

## Résultats par arrondissement

### Arrondissement de Corbeil

#### 1ère circonscription
| Candidats      | Candidats       | Étiquette                  | Premier tour | Premier tour | Deuxième tour | Deuxième tour |
| Candidats      | Candidats       | Étiquette                  | Voix         | %            | Voix          | %             |
| -------------- | --------------- | -------------------------- | ------------ | ------------ | ------------- | ------------- |
|                | Darius Le Corre | PC-SFIC                    | 4 438        | 27,99        | 8 370         | 52,51         |
|                | M. Cassé        | Radical indépendant        | 3 528        | 22,25        | 7 500         | 47,05         |
|                | M. Duclos       | Républicain de gauche - AD | 2 911        | 18,36        | 36            | 0,23          |
|                | M. Auclair      | SFIO                       | 2 886        | 18,20        | 13            | 0,08          |
|                | M. Couquet      | PRRRS                      | 1 800        | 11,35        | 18            | 0,11          |
|                | M. Zakine       | Communiste dissident       | 295          | 1,86         | 4             | 0,03          |
|                |                 |                            |              |              |               |               |
| Inscrits       | Inscrits        | Inscrits                   | 18 535       | 100,00       | 18 535        | 100,00        |
| Votants        | Votants         | Votants                    | 16 130       | 87,02        | 16 123        | 86,99         |
| Abstention     | Abstention      | Abstention                 | 2 405        | 12,98        | 2 412         | 13,01         |
| Blancs et nuls | Blancs et nuls  | Blancs et nuls             | 272          | 1,69         | 182           | 1,13          |
| Exprimés       | Exprimés        | Exprimés                   | 15 858       | 98,31        | 15 941        | 98,83         |

#### 2ème circonscription
| Candidats      | Candidats      | Étiquette                  | Premier tour | Premier tour | Deuxième tour | Deuxième tour |
| Candidats      | Candidats      | Étiquette                  | Voix         | %            | Voix          | %             |
| -------------- | -------------- | -------------------------- | ------------ | ------------ | ------------- | ------------- |
|                | Lucien Midol   | PC-SFIC                    | 10 202       | 41,87        | 14 410        | 59,98         |
|                | M. Marconnet   | Républicain de gauche - AD | 7 138        | 29,30        | 9 552         | 39,75         |
|                | M. Carel       | SFIO                       | 3 049        | 12,51        |               |               |
|                | M. Ducatel     | PRRRS                      | 2 081        | 8,54         |               |               |
|                | M. Paquereaux  | USR                        | 1 684        | 6,91         |               |               |
|                | M. Lamirand    | PRRRS                      | 181          | 0,74         |               |               |
|                | Divers         | Divers                     | 28           | 0,11         | 64            | 0,26          |
|                |                |                            |              |              |               |               |
| Inscrits       | Inscrits       | Inscrits                   | 27 854       | 100,00       | 27 854        | 100,00        |
| Votants        | Votants        | Votants                    | 24 615       | 88,37        | 24 373        | 87,52         |
| Abstention     | Abstention     | Abstention                 | 3 239        | 11,63        | 3 481         | 12,48         |
| Blancs et nuls | Blancs et nuls | Blancs et nuls             | 252          | 1,02         | 347           | 1,41          |
| Exprimés       | Exprimés       | Exprimés                   | 24 363       | 98,98        | 24 026        | 98,59         |

#### 3ème circonscription
| Candidats      | Candidats       | Étiquette           | Premier tour | Premier tour | Deuxième tour | Deuxième tour |
| Candidats      | Candidats       | Étiquette           | Voix         | %            | Voix          | %             |
| -------------- | --------------- | ------------------- | ------------ | ------------ | ------------- | ------------- |
|                | Charles Benoist | PC-SFIC             | 10 101       | 38,83        | 15 445        | 59,69         |
|                | M. Delléa       | Radical indépendant | 9 481        | 36,45        | 10 420        | 40,27         |
|                | M. Coeylas      | SFIO                | 6 424        | 24,70        |               |               |
|                | Divers          | Divers              | 7            | 0,03         | 12            | 0,05          |
|                |                 |                     |              |              |               |               |
| Inscrits       | Inscrits        | Inscrits            | 29 721       | 100,00       | 29 721        | 100,00        |
| Votants        | Votants         | Votants             | 26 456       | 89,01        | 26 317        | 88,55         |
| Abstention     | Abstention      | Abstention          | 2 815        | 10,99        | 2 954         | 11,45         |
| Blancs et nuls | Blancs et nuls  | Blancs et nuls      | 443          | 1,67         | 440           | 1,67          |
| Exprimés       | Exprimés        | Exprimés            | 26 013       | 98,33        | 25 877        | 98,33         |

### Arrondissement d'Étampes
| Candidats      | Candidats      | Étiquette              | Premier tour | Premier tour | Deuxième tour | Deuxième tour |
| Candidats      | Candidats      | Étiquette              | Voix         | %            | Voix          | %             |
| -------------- | -------------- | ---------------------- | ------------ | ------------ | ------------- | ------------- |
|                | Pierre Cathala | Radical indépendant    | 5 037        | 44,75        | 5 640         | 49,44         |
|                | Lucien Camus   | PRS - Camille Pelletan | 2 291        | 20,36        | 5 753         | 50,43         |
|                | M. Giraud      | PC-SFIC                | 1 905        | 16,93        | 9             | 0,08          |
|                | M. Coreil      | PRRRS                  | 1 612        | 14,32        | 4             | 0,04          |
|                | M. Magliano    | SFIO                   | 410          | 3,64         | 2             | 0,02          |
|                |                |                        |              |              |               |               |
| Inscrits       | Inscrits       | Inscrits               | 13 137       | 100,00       | 13 137        | 100,00        |
| Votants        | Votants        | Votants                | 11 483       | 87,41        | 11 572        | 88,09         |
| Abstention     | Abstention     | Abstention             | 1 654        | 12,59        | 1 565         | 11,91         |
| Blancs et nuls | Blancs et nuls | Blancs et nuls         | 228          | 1,99         | 164           | 1,42          |
| Exprimés       | Exprimés       | Exprimés               | 11 255       | 98,01        | 11 408        | 98,59         |

### Arrondissement de Mantes
| Candidats      | Candidats      | Étiquette           | Premier tour | Premier tour | Deuxième tour | Deuxième tour |
| Candidats      | Candidats      | Étiquette           | Voix         | %            | Voix          | %             |
| -------------- | -------------- | ------------------- | ------------ | ------------ | ------------- | ------------- |
|                | Gaston Bergery | Parti frontiste     | 8 215        | 45,50        | 10 480        | 56,78         |
|                | Roger Sarret   | Radical indépendant | 7 805        | 43,23        | 7 951         | 43,08         |
|                | M. Clément     | PC-SFIC             | 972          | 5,38         | 13            | 0,07          |
|                | M. Feuille     | SFIO                | 726          | 4,02         | 3             | 0,02          |
|                | M. Boinet      | Agraire             | 338          | 1,87         | 11            | 0,06          |
|                |                |                     |              |              |               |               |
| Inscrits       | Inscrits       | Inscrits            | 20 508       | 100,00       | 20 508        | 100,00        |
| Votants        | Votants        | Votants             | 18 293       | 89,20        | 18 618        | 90,78         |
| Abstention     | Abstention     | Abstention          | 2 215        | 10,80        | 1 890         | 9,22          |
| Blancs et nuls | Blancs et nuls | Blancs et nuls      | 237          | 1,3          | 160           | 0,86          |
| Exprimés       | Exprimés       | Exprimés            | 18 056       | 98,70        | 18 458        | 99,14         |

### Arrondissement de Pontoise

#### 1ère circonscription
| Candidats      | Candidats               | Étiquette                  | Premier tour | Premier tour | Deuxième tour | Deuxième tour |
| Candidats      | Candidats               | Étiquette                  | Voix         | %            | Voix          | %             |
| -------------- | ----------------------- | -------------------------- | ------------ | ------------ | ------------- | ------------- |
|                | Henri Franklin Bouillon | Radical indépendant        | 7 626        | 43,30        | 8 536         | 48,33         |
|                | Alexandre Prachay       | PC-SFIC                    | 4 444        | 25,23        | 8 898         | 50,38         |
|                | M. Commin               | SFIO                       | 3 247        | 18,44        |               |               |
|                | M. Crabol               | PRRRS                      | 1 453        | 8,25         |               |               |
|                | M. Martel               | Parti communal de France   | 633          | 3,59         |               |               |
|                | M. Bony                 | Républicain de gauche - AD | 208          | 1,18         | 227           | 1,29          |
|                | Divers                  | Divers                     | 1            | 0,01         | 2             | 0,01          |
|                |                         |                            |              |              |               |               |
| Inscrits       | Inscrits                | Inscrits                   | 20 108       | 100,00       | 20 108        | 100,00        |
| Votants        | Votants                 | Votants                    | 17 832       | 88,68        | 17 948        | 89,26         |
| Abstention     | Abstention              | Abstention                 | 2 276        | 11,32        | 2 160         | 10,74         |
| Blancs et nuls | Blancs et nuls          | Blancs et nuls             | 220          | 1,18         | 285           | 1,59          |
| Exprimés       | Exprimés                | Exprimés                   | 17 612       | 98,82        | 17 663        | 98,41         |

#### 2ème circonscription
| Candidats      | Candidats        | Étiquette                            | Premier tour | Premier tour | Deuxième tour | Deuxième tour |
| Candidats      | Candidats        | Étiquette                            | Voix         | %            | Voix          | %             |
| -------------- | ---------------- | ------------------------------------ | ------------ | ------------ | ------------- | ------------- |
|                | Antoine Demusois | PC-SFIC                              | 12 177       | 48,16        | 16 136        | 64,56         |
|                | M. Morancé       | Républicain de gauche - AD           | 7 738        | 30,60        | 8 819         | 35,29         |
|                | M. Grandfils     | SFIO                                 | 3 911        | 15,47        |               |               |
|                | M. Desselle      | PRRRS                                | 755          | 2,99         |               |               |
|                | M. Dormois       | Socialiste et communiste indépendant | 650          | 2,57         |               |               |
|                | Divers           | Divers                               | 54           | 0,21         | 38            | 0,15          |
|                |                  |                                      |              |              |               |               |
| Inscrits       | Inscrits         | Inscrits                             | 29 282       | 100,00       | 29 282        | 100,00        |
| Votants        | Votants          | Votants                              | 25 789       | 88,07        | 25 396        | 86,73         |
| Abstention     | Abstention       | Abstention                           | 3 493        | 11,93        | 3 886         | 13,27         |
| Blancs et nuls | Blancs et nuls   | Blancs et nuls                       | 504          | 1,95         | 403           | 1,59          |
| Exprimés       | Exprimés         | Exprimés                             | 25 285       | 98,05        | 24 993        | 98,41         |

#### 3ème circonscription
| Candidats      | Candidats        | Étiquette                  | Premier tour | Premier tour | Deuxième tour | Deuxième tour |
| Candidats      | Candidats        | Étiquette                  | Voix         | %            | Voix          | %             |
| -------------- | ---------------- | -------------------------- | ------------ | ------------ | ------------- | ------------- |
|                | Guillaume Ballu  | Républicain de gauche - AD | 7 938        | 38,86        | 9 217         | 45,42         |
|                | Émile Cossonneau | PC-SFIC                    | 7 156        | 35,04        | 11 047        | 54,44         |
|                | M. Oblin         | PRRRS                      | 2 339        | 11,45        |               |               |
|                | M. Desphelippon  | SFIO                       | 1 747        | 8,55         |               |               |
|                | M. Chabrier      | SFIO                       | 1 178        | 5,77         |               |               |
|                | Divers           | Divers                     | 67           | 0,33         | 29            | 0,14          |
|                |                  |                            |              |              |               |               |
| Inscrits       | Inscrits         | Inscrits                   | 23 346       | 100,00       | 23 346        | 100,00        |
| Votants        | Votants          | Votants                    | 20 739       | 87,29        | 20 686        | 88,61         |
| Abstention     | Abstention       | Abstention                 | 2 967        | 12,71        | 2 660         | 11,39         |
| Blancs et nuls | Blancs et nuls   | Blancs et nuls             | 314          | 1,51         | 393           | 1,9           |
| Exprimés       | Exprimés         | Exprimés                   | 20 425       | 98,49        | 20 293        | 98,10         |

#### 4ème circonscription
| Candidats      | Candidats                 | Étiquette                  | Premier tour | Premier tour | Deuxième tour | Deuxième tour |
| Candidats      | Candidats                 | Étiquette                  | Voix         | %            | Voix          | %             |
| -------------- | ------------------------- | -------------------------- | ------------ | ------------ | ------------- | ------------- |
|                | Henri Patenôtre-Desnoyers | Républicain de gauche - AD | 13 488       | 44,01        | 14 790        | 47,60         |
|                | Charles Thonon            | SFIO                       | 6 358        | 20,74        | 16 276        | 52,38         |
|                | M. Fournier               | PC-SFIC                    | 6 047        | 19,73        |               |               |
|                | M. Blum                   | PRRRS                      | 4 700        | 15,33        |               |               |
|                | Divers                    | Divers                     | 58           | 0,20         | 8             | 0,03          |
|                |                           |                            |              |              |               |               |
| Inscrits       | Inscrits                  | Inscrits                   | 35 199       | 100,00       | 35 199        | 100,00        |
| Votants        | Votants                   | Votants                    | 31 180       | 88,58        | 31 399        | 89,20         |
| Abstention     | Abstention                | Abstention                 | 4 019        | 11,42        | 3 800         | 10,80         |
| Blancs et nuls | Blancs et nuls            | Blancs et nuls             | 529          | 1,7          | 325           | 1,04          |
| Exprimés       | Exprimés                  | Exprimés                   | 30 651       | 98,30        | 31 074        | 98,96         |

### Arrondissement de Rambouillet
| Candidats      | Candidats         | Étiquette           | Premier tour | Premier tour | Deuxième tour | Deuxième tour |
| Candidats      | Candidats         | Étiquette           | Voix         | %            | Voix          | %             |
| -------------- | ----------------- | ------------------- | ------------ | ------------ | ------------- | ------------- |
|                | Raymond Patenôtre | Radical indépendant | 7 606        | 44,63        | 9 558         | 56,40         |
|                | M. Vernes         | URD                 | 5 447        | 31,96        | 5 654         | 33,36         |
|                | M. Soutan         | PC-SFIC             | 2 053        | 12,05        | 1 706         | 10,07         |
|                | M. Chauveau       | SFIO                | 1 223        | 7,18         |               |               |
|                | M. Gaucher        | USR                 | 448          | 2,63         |               |               |
|                | M. Cintrat        | Agraire             | 195          | 1,14         |               |               |
|                | Divers            | Divers              | 72           | 0,42         | 30            | 0,18          |
|                |                   |                     |              |              |               |               |
| Inscrits       | Inscrits          | Inscrits            | 19 943       | 100,00       | 19 943        | 100,00        |
| Votants        | Votants           | Votants             | 17 341       | 86,95        | 17 143        | 85,96         |
| Abstention     | Abstention        | Abstention          | 2 602        | 13,05        | 2 800         | 14,04         |
| Blancs et nuls | Blancs et nuls    | Blancs et nuls      | 297          | 1,71         | 195           | 1,14          |
| Exprimés       | Exprimés          | Exprimés            | 17 044       | 98,29        | 16 948        | 98,86         |

### Arrondissement de Versailles

#### 1ère circonscription (Argenteuil)
| Candidats      | Candidats      | Étiquette            | Premier tour | Premier tour | Deuxième tour | Deuxième tour |
| Candidats      | Candidats      | Étiquette            | Voix         | %            | Voix          | %             |
| -------------- | -------------- | -------------------- | ------------ | ------------ | ------------- | ------------- |
|                | Gabriel Peri   | PC-SFIC              | 15 033       | 49,61        | 18 259        | 62,14         |
|                | M. Mauranges   | Radical indépendant  | 10 604       | 35,00        | 11 110        | 37,81         |
|                | M. Weber       | SFIO                 | 2 977        | 9,82         |               |               |
|                | M. Staês       | PRRRS                | 924          | 3,05         |               |               |
|                | M. Teulade     | Communiste dissident | 671          | 2,21         |               |               |
|                | Divers         | Divers               | 92           | 0,30         | 14            | 0,05          |
|                |                |                      |              |              |               |               |
| Inscrits       | Inscrits       | Inscrits             | 34 608       | 100,00       | 34 608        | 100,00        |
| Votants        | Votants        | Votants              | 30 820       | 89,05        | 29 875        | 86,32         |
| Abstention     | Abstention     | Abstention           | 3 788        | 10,95        | 4 733         | 13,68         |
| Blancs et nuls | Blancs et nuls | Blancs et nuls       | 519          | 1,68         | 492           | 1,65          |
| Exprimés       | Exprimés       | Exprimés             | 30 301       | 98,32        | 29 383        | 98,35         |

#### 2ème circonscription
| Candidats      | Candidats      | Étiquette                   | Premier tour | Premier tour | Deuxième tour | Deuxième tour |
| Candidats      | Candidats      | Étiquette                   | Voix         | %            | Voix          | %             |
| -------------- | -------------- | --------------------------- | ------------ | ------------ | ------------- | ------------- |
|                | Henri Robbe    | Républicain indépendant-URD | 5 123        | 22,23        | 11 848        | 51,24         |
|                | M. Desmazes    | PC-SFIC                     | 4 501        | 19,53        | 11 221        | 48,53         |
|                | M. Aubin       | SFIO                        | 4 394        | 19,07        |               |               |
|                | M. Mottu       | Républicain de gauche - AD  | 3 298        | 14,31        |               |               |
|                | M. Levasseur   | PRRRS                       | 3 053        | 13,25        |               |               |
|                | M. Bézard      | PDP                         | 2 676        | 11,61        |               |               |
|                | Divers         | Divers                      | 1            | 0,00         | 55            | 0,24          |
|                |                |                             |              |              |               |               |
| Inscrits       | Inscrits       | Inscrits                    | 26 828       | 100,00       | 26 828        | 100,00        |
| Votants        | Votants        | Votants                     | 23 396       | 87,21        | 23 501        | 87,60         |
| Abstention     | Abstention     | Abstention                  | 3 432        | 12,79        | 3 327         | 12,40         |
| Blancs et nuls | Blancs et nuls | Blancs et nuls              | 350          | 1,50         | 377           | 1,60          |
| Exprimés       | Exprimés       | Exprimés                    | 23 046       | 98,50        | 23 124        | 98,40         |

#### 3ème circonscription
| Candidats      | Candidats         | Étiquette                      | Premier tour | Premier tour | Deuxième tour | Deuxième tour |
| Candidats      | Candidats         | Étiquette                      | Voix         | %            | Voix          | %             |
| -------------- | ----------------- | ------------------------------ | ------------ | ------------ | ------------- | ------------- |
|                | M. Adam           | URD                            | 5 235        | 22,35        | 10 735        | 45,29         |
|                | Pierre Dadot      | PC-SFIC                        | 4 983        | 21,28        | 11 107        | 46,86         |
|                | Gaston Henry-Haye | Républicain de gauche - AD     | 2 928        | 12,50        |               |               |
|                | M. Métayer        | SFIO                           | 2 846        | 12,15        |               |               |
|                | M. Béné           | PRRRS                          | 2 696        | 11,51        |               |               |
|                | Henri Chatenet    | Radical indépendant            | 1 948        | 8,32         | 1 843         | 7,77          |
|                | M. de L'Espée     | Républicain de gauche - AD     | 1 709        | 7,30         |               |               |
|                | M. Claeys         | URD                            | 360          | 1,54         |               |               |
|                | M. Petit          | Républicain socialiste         | 269          | 1,15         |               |               |
|                | M. Ballot         | Républicain national et social | 222          | 0,95         |               |               |
|                | M. Bartel         | Républicain national           | 144          | 0,61         |               |               |
|                | Divers            | Divers                         | 79           | 0,34         | 20            | 0,08          |
|                |                   |                                |              |              |               |               |
| Inscrits       | Inscrits          | Inscrits                       | 26 947       | 100,00       | 26 947        | 100,00        |
| Votants        | Votants           | Votants                        | 23 775       | 88,23        | 23 970        | 88,95         |
| Abstention     | Abstention        | Abstention                     | 3 172        | 11,77        | 2 977         | 11,05         |
| Blancs et nuls | Blancs et nuls    | Blancs et nuls                 | 356          | 1,50         | 265           | 1,11          |
| Exprimés       | Exprimés          | Exprimés                       | 23 419       | 98,50        | 23 705        | 98,89         |

#### 4ème circonscription
| Candidats      | Candidats                    | Étiquette                  | Premier tour | Premier tour | Deuxième tour | Deuxième tour |
| Candidats      | Candidats                    | Étiquette                  | Voix         | %            | Voix          | %             |
| -------------- | ---------------------------- | -------------------------- | ------------ | ------------ | ------------- | ------------- |
|                | François Fourcault de Pavant | Républicain de gauche - AD | 7 052        | 26,72        | 13 393        | 50,82         |
|                | M. Ruaux                     | PC-SFIC                    | 5 285        | 20,02        | 12 913        | 48,99         |
|                | M. Mammaux                   | SFIO                       | 4 416        | 16,73        |               |               |
|                | M. Sennac                    | PRRRS                      | 3 491        | 13,22        |               |               |
|                | M. Barthélémy                | Républicain de gauche - AD | 3 058        | 11,58        |               |               |
|                | M. Aumont                    | Républicain socialiste     | 2 683        | 10,16        |               |               |
|                | M. Poisson                   | Républicain de gauche - AD | 411          | 1,56         |               |               |
|                | Divers                       | Divers                     | 1            | 0,00         | 50            | 0,19          |
|                |                              |                            |              |              |               |               |
| Inscrits       | Inscrits                     | Inscrits                   | 31 098       | 100,00       | 31 098        | 100,00        |
| Votants        | Votants                      | Votants                    | 26 807       | 86,20        | 26 926        | 86,58         |
| Abstention     | Abstention                   | Abstention                 | 4 291        | 13,80        | 4 172         | 13,42         |
| Blancs et nuls | Blancs et nuls               | Blancs et nuls             | 410          | 1,53         | 570           | 2,12          |
| Exprimés       | Exprimés                     | Exprimés                   | 26 397       | 98,47        | 26 356        | 97,88         |

#### 5ème circonscription
| Candidats      | Candidats      | Étiquette                  | Premier tour | Premier tour | Deuxième tour | Deuxième tour |
| Candidats      | Candidats      | Étiquette                  | Voix         | %            | Voix          | %             |
| -------------- | -------------- | -------------------------- | ------------ | ------------ | ------------- | ------------- |
|                | Jacques Duclos | PC-SFIC                    | 7 353        | 33,28        | 12 640        | 57,55         |
|                | M. Denis       | Républicain de gauche - AD | 6 765        | 30,62        | 9 142         | 41,62         |
|                | M. Joublot     | SFIO                       | 3 554        | 16,09        |               |               |
|                | M. Lemaire     | PRRRS                      | 2 828        | 12,80        |               |               |
|                | M. Mettetal    | CRAS                       | 1 590        | 7,20         |               |               |
|                | M. Michelet    | Communiste doriotiste      |              |              | 127           | 0,58          |
|                | Divers         | Divers                     | 2            | 0,01         | 55            | 0,25          |
|                |                |                            |              |              |               |               |
| Inscrits       | Inscrits       | Inscrits                   | 25 835       | 100,00       | 25 835        | 100,00        |
| Votants        | Votants        | Votants                    | 22 395       | 86,68        | 22 318        | 86,39         |
| Abstention     | Abstention     | Abstention                 | 3 440        | 13,32        | 3 517         | 13,61         |
| Blancs et nuls | Blancs et nuls | Blancs et nuls             | 303          | 1,35         | 354           | 1,59          |
| Exprimés       | Exprimés       | Exprimés                   | 22 092       | 98,65        | 21 964        | 98,41         |